# 무하마드 라왈

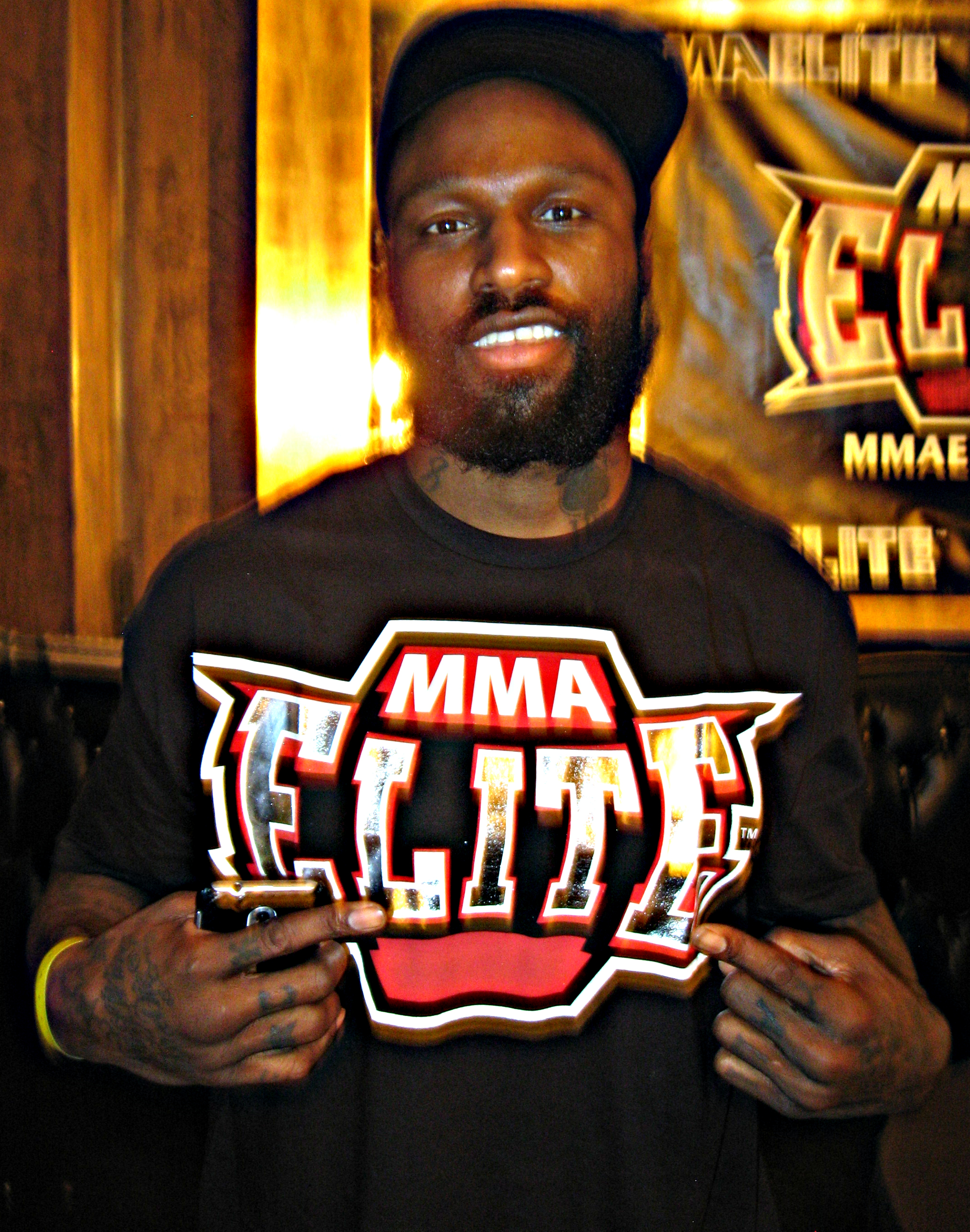
무하마드 라왈

무하마드 라왈(Muhammed Lawal, 1981년 1월 11일 ~ )은 킹 모(King Mo)이라는 링네임으로 잘 알려진 미국의 프로레슬링 선수자 종합격투기 선수다. 키는 183cm 몸무게는 92.65kg이다.